# Борчаны
1. перенаправление Барчаны